# Ludvig Munthe
Ludvig Munthe (Aaröen, 11 de março de 1841 - Düsseldorf, 30 de março de 1896) foi um pintor de paisagens alemão-norueguês. 

## Biografia

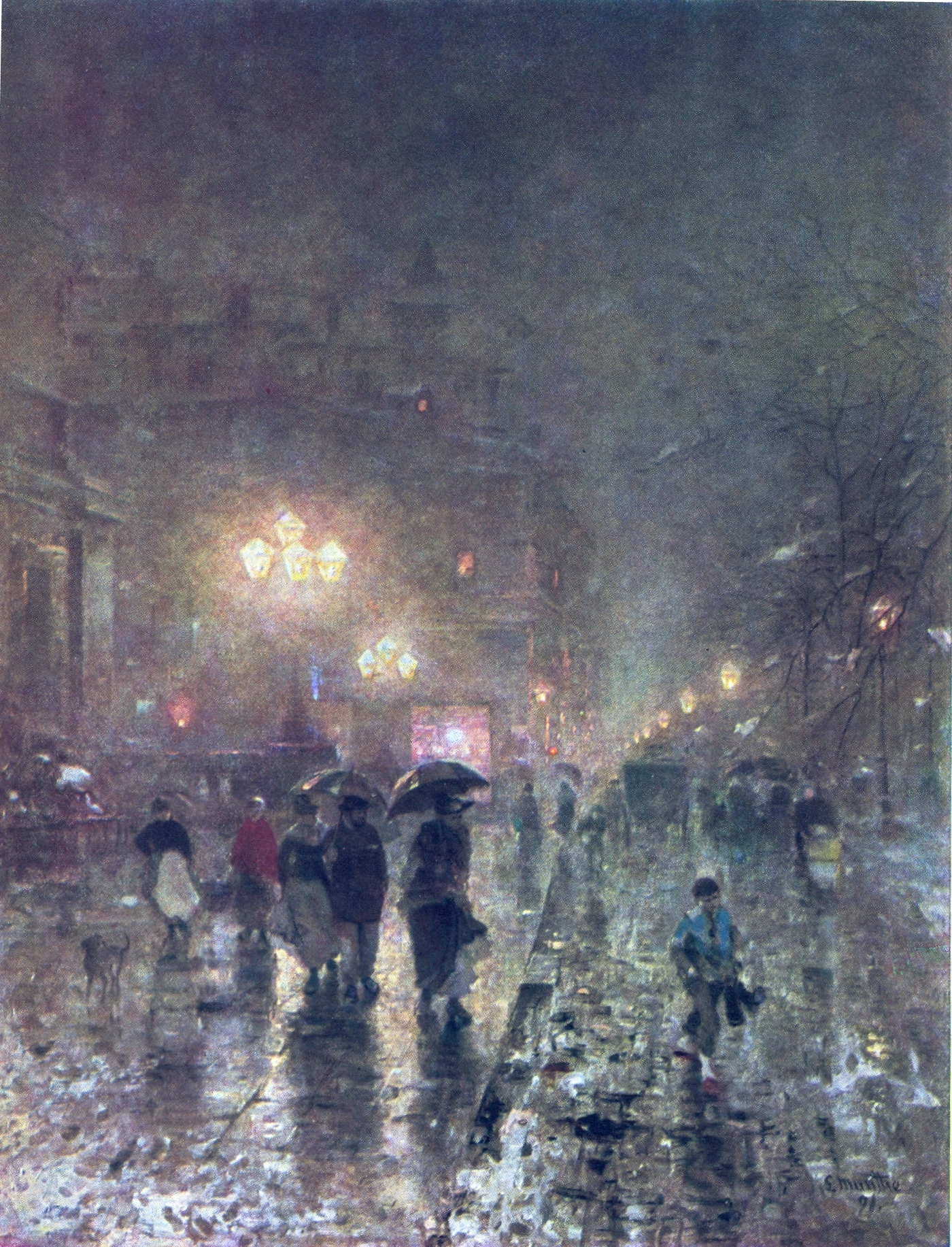
Stadttheater Düsseldorf e a Alleestraße (1891)

Ludvig Munthe nasceu em Aaröen, perto de Sogndal, em Sogn og Fjordane, na Noruega. Ele veio para Bergen em 1858, onde foi instruído por Franz Wilhelm Schiertz, um pintor e arquiteto alemão que residia na Noruega. Mais tarde, Munthe se mudou para Düsseldorf, onde se tornou aluno de Albert Flamm na Kunstakademie Düsseldorf. Posteriormente, ele escolheu Düsseldorf para sua residência permanente.
Munthe está associado à escola de pintura de Düsseldorf. Um tratamento completamente realista caracteriza suas pinturas, das quais cenas de outono e inverno em clima tempestuoso ou sombrio, vistas da floresta e da costa formam os assuntos predominantes. Ele foi cavaleiro da Legião de Honra francesa em 1878 e foi nomeado Cavaleiro da Ordem de São Olav em 1881.

## Trabalhos selecionados
- Floresta de pinheiros no inverno (1870) Hamburgo Galeria
- Skoginteriør (1870) Museu Nacional de Arte, Arquitetura e Design, Oslo
- Galeria Nacional de Potetopptagning (1873), Oslo
- Norsk strandsted (1878) Galeria Nacional, Oslo
- Interior de madeira no inverno, com Stags (1878) Galeria Nacional, Oslo - premiada com medalha de ouro em Paris
- Høst skogen i (1882) National Gallery, Oslo
- Sen høstettermiddag (1882) Museu Nacional de Arte, Arquitetura e Design, Oslo
- Madeira de bétula no outono (1886) Galeria Nacional, Berlim
- Outono na Holanda (1895) Galeria Nacional, Berlim

## Galeria

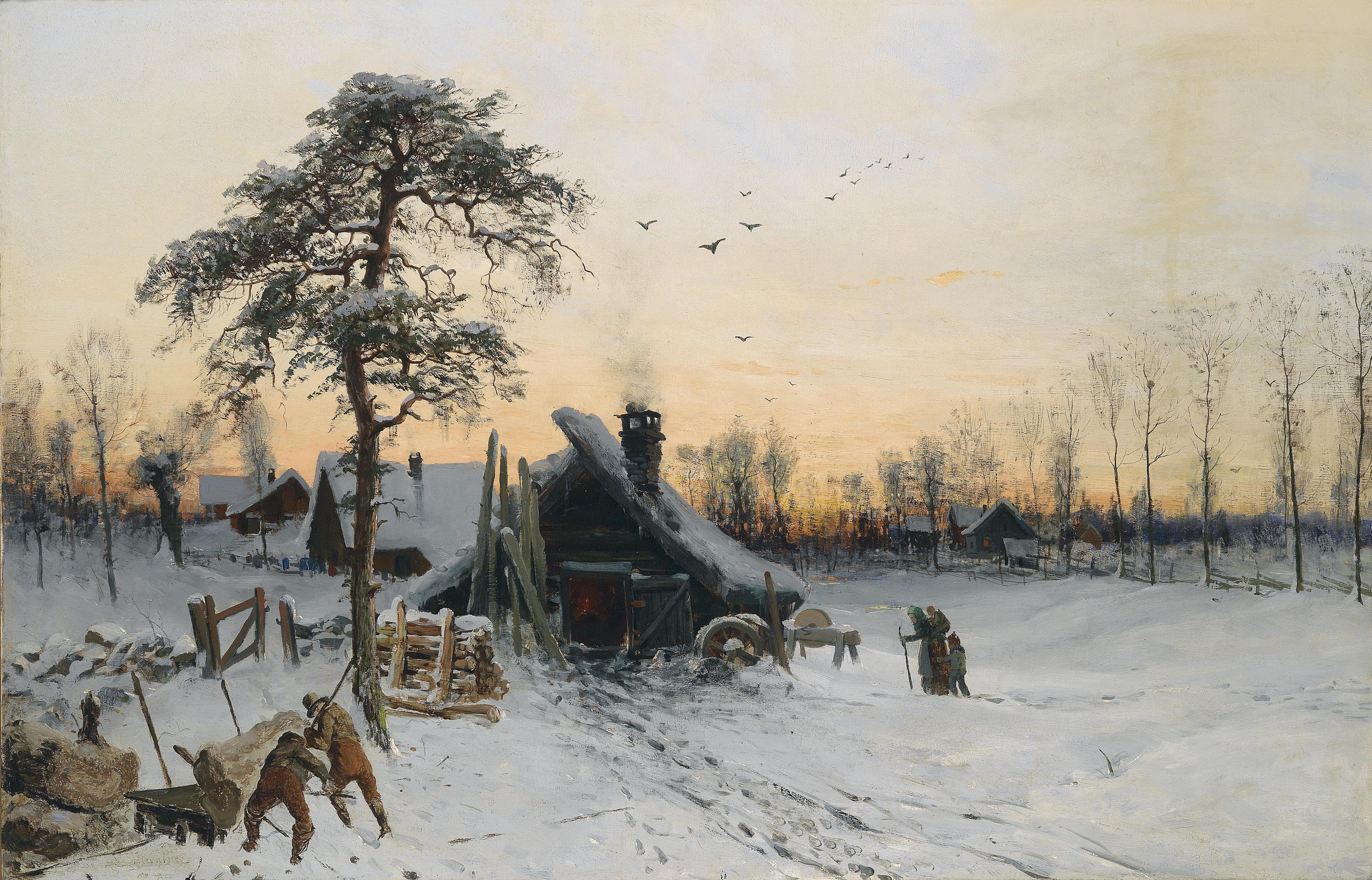
Paisagem de inverno na luz da noite (1896)
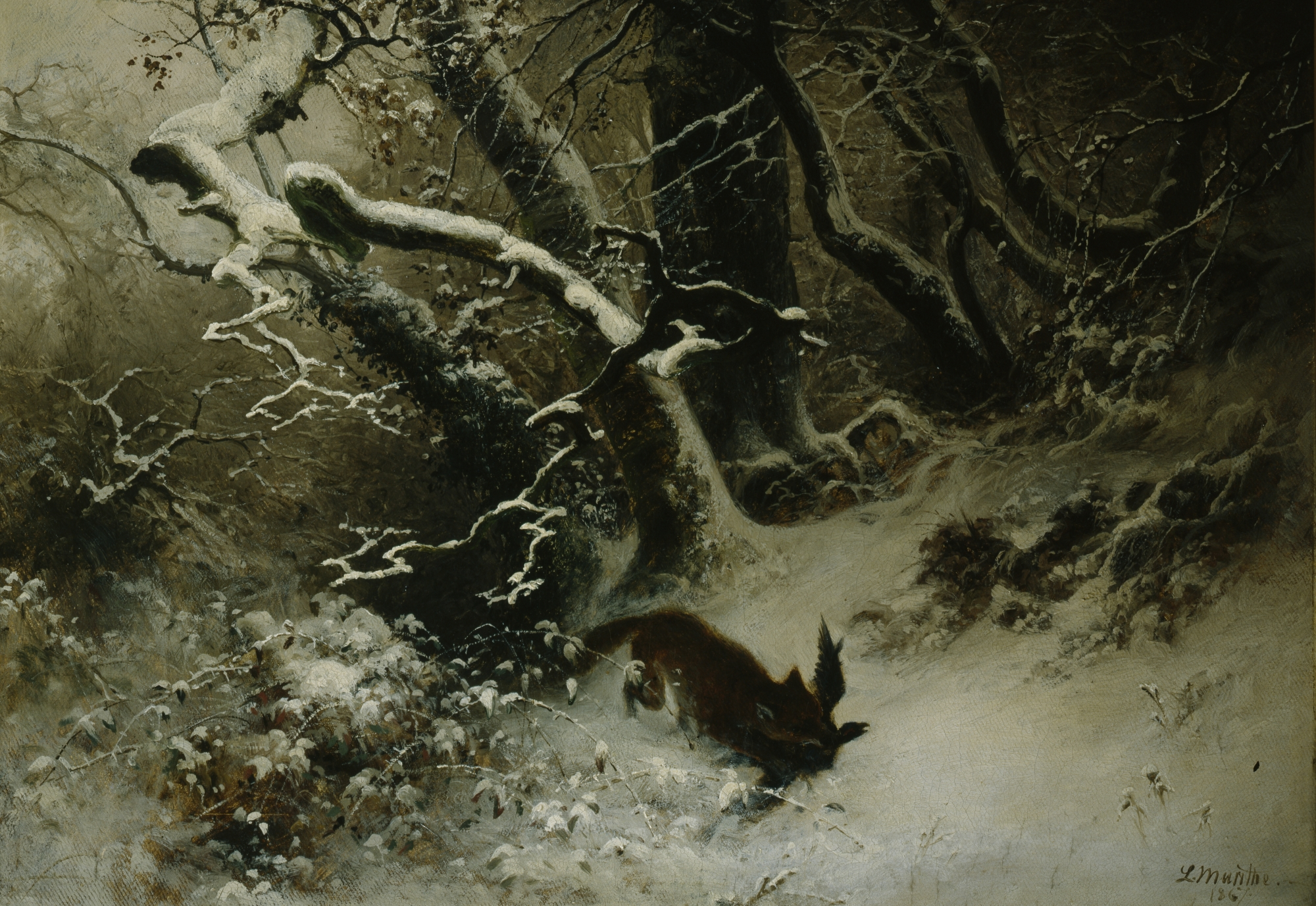
Paisagem de inverno (1868)
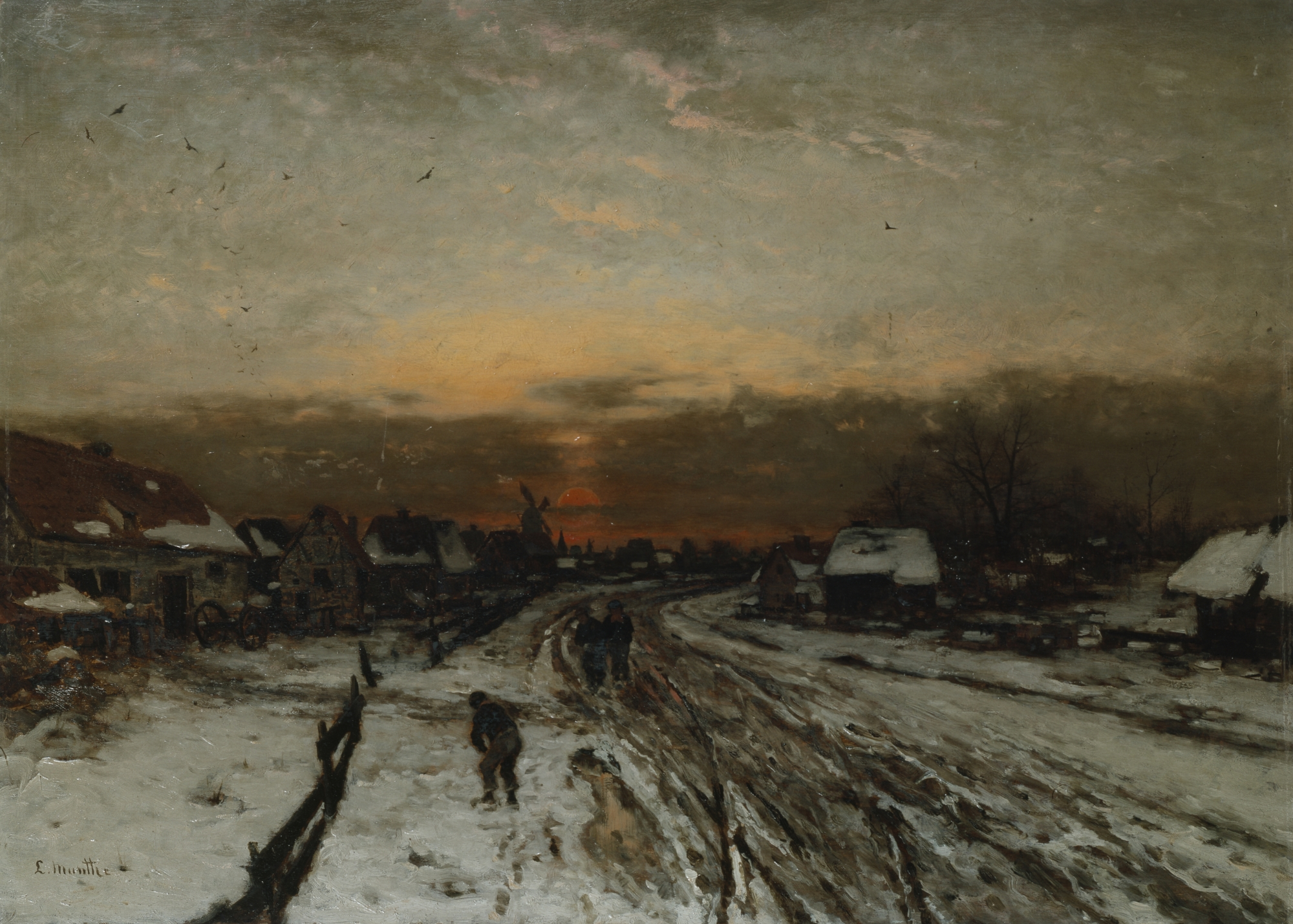
Paisagem do inverno ao pôr do sol
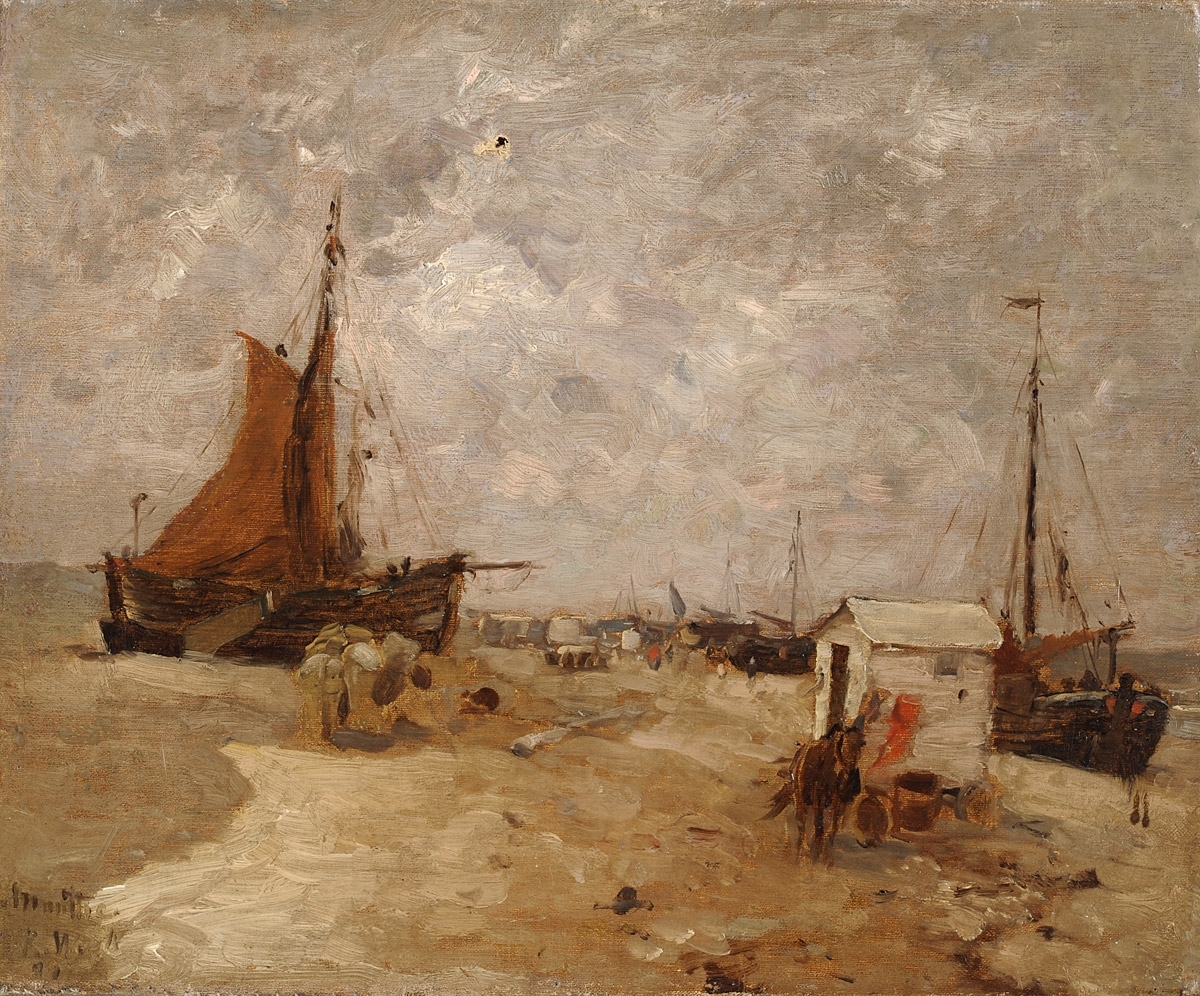
Pescadores holandeses (em 1896)